# Премия «Золотой глобус» за лучшую женскую роль второго плана — мини-сериал, телесериал или телефильм
Премия «Золотой глобус» за лучшую женскую роль второго плана в мини-сериале, телесериале или телефильме вручается Голливудской ассоциацией иностранной прессы с 1971 года. Ниже приведён полный список победителей и номинантов. 
 Имена победителей выделены отдельным цветом. 

## 1971—1980
| Год  | Церемония | Фотографии лауреатов                                              | Лауреаты и номинанты                                     |
| ---- | --------- | ----------------------------------------------------------------- | -------------------------------------------------------- |
| 1971 | 28-я      |                                                                   | • Гейл Фишер — «Мэнникс» за роль Пегги Фэйр              |
| 1971 | 28-я      | • Сью Эни Лэнгдон — «Арни» за роль Лилиан Нуво                    |                                                          |
| 1971 | 28-я      | • Миёси Умэки — «Ухаживания отца Эдди» за роль миссис Ливингстон  |                                                          |
| 1971 | 28-я      | • Карен Валентайн — «Комната 222» за роль мисс Элис Джонсон       |                                                          |
| 1971 | 28-я      | • Лесли Энн Уоррен — «Миссия невыполнима» за роль Даны Ламберт    |                                                          |
| 1972 | 29-я      |                                                                   | • Сью Эни Лэнгдон — «Арни» за роль Лилиан Нуво           |
| 1972 | 29-я      | • Гейл Фишер — «Мэнникс» за роль Пегги Фэйр                       |                                                          |
| 1972 | 29-я      | • Аманда Блейк — «Дымок из ствола» за роль Кэтлин «Китти» Расселл |                                                          |
| 1972 | 29-я      | • Салли Стратерс — «Все в семье» за роль Глории Банкер Стивик     |                                                          |
| 1972 | 29-я      | • Лили Томлин — «Хохмы Роуэна и Мартина» за разные роли           |                                                          |
| 1973 | 30-я      |                                                                   | • Рут Бацци — «Хохмы Роуэна и Мартина» за разные роли    |
| 1973 | 30-я      | • Сьюзан Дей — «Семья Партриджей» за роль Лори                    |                                                          |
| 1973 | 30-я      | • Елена Вердуго — «Доктор Маркус Уэлби» за роль Консуэло Лопес    |                                                          |
| 1973 | 30-я      | • Одра Линдли — «Бриджет любит Берни» за роль Эми Фицджералд      |                                                          |
| 1973 | 30-я      | • Салли Стратерс — «Все в семье» за роль Глории Банкер Стивик     |                                                          |
| 1973 | 30-я      | • Валери Харпер — «Шоу Мэри Тайлер Мур» за роль Роды Моргенстерн  |                                                          |
| 1973 | 30-я      | • Викки Лоуренс — «Шоу Кэрол Бёрнетт» за разные роли              |                                                          |
| 1974 | 31-я      |                                                                   | • Эллен Корби — «Уолтоны» за роль Эстер Уолтон           |
| 1974 | 31-я      | • Гейл Фишер — «Мэнникс» за роль Пегги Фэйр                       |                                                          |
| 1974 | 31-я      | • Валери Харпер — «Шоу Мэри Тайлер Мур» за роль Роды Моргенстерн  |                                                          |
| 1974 | 31-я      | • Салли Стратерс — «Все в семье» за роль Глории Банкер Стивик     |                                                          |
| 1974 | 31-я      | • Лоретта Свит — «МЭШ» за роль Маргарет Халиган                   |                                                          |
| 1975 | 32-я      |                                                                   | • Бетти Гарретт — «Все в семье» за роль Айрин Лоренцо    |
| 1975 | 32-я      | • Эллен Корби — «Уолтоны» за роль Эстер Уолтон                    |                                                          |
| 1975 | 32-я      | • Джулия Кавнер — «Рода» за роль Бренды Моргенстерн               |                                                          |
| 1975 | 32-я      | • Нэнси Уокер — «Макмиллан и жена» за роль Милдред                |                                                          |
| 1975 | 32-я      | • Викки Лоуренс — «Шоу Кэрол Бёрнетт» за разные роли              |                                                          |
| 1976 | 33-я      |                                                                   | • Гермиона Баддели — «Мод» за роль Нелл Ногатук          |
| 1976 | 33-я      | • Нэнси Уокер — «Макмиллан и жена» за роль Милдред                |                                                          |
| 1976 | 33-я      | • Нэнси Уокер — «Рода» за роль Иды Моргенстерн                    |                                                          |
| 1976 | 33-я      | • Джулия Кавнер — «Рода» за роль Бренды Моргенстерн               |                                                          |
| 1976 | 33-я      | • Сьюзан Ховард — «Петрочелли» за роль Мэгги Петрочелли           |                                                          |
| 1977 | 34-я      |                                                                   | • Жозетт Банзе — «Богач, бедняк» за роль мисс Лено       |
| 1977 | 34-я      | • Дарлин Карр — «Бывший орёл» за роль Томми Колдуэлл              |                                                          |
| 1977 | 34-я      | • Эдриенн Барбо — «Мод» за роль Кэрол Трэйнор                     |                                                          |
| 1977 | 34-я      | • Энн Мира — «Рода» за роль Салли Галахер                         |                                                          |
| 1977 | 34-я      | • Джулия Кавнер — «Рода» за роль Бренды Моргенстерн               |                                                          |
| 1977 | 34-я      | • Эллен Корби — «Уолтоны» за роль Эстер Уолтон                    |                                                          |
| 1977 | 34-я      | • Салли Стратерс — «Все в семье» за роль Глории Банкер Стивик     |                                                          |
| 1977 | 34-я      | • Викки Лоуренс — «Шоу Кэрол Бёрнетт» за разные роли              |                                                          |
| 1978 | 35-я      | Награда не вручалась                                              | Награда не вручалась                                     |
| 1979 | 36-я      |                                                                   | • Полли Холлидей — «Элис» за роль Флоренс Джин Каслберри |
| 1979 | 36-я      | • Мэрилу Хеннер — «Такси» за роль Элейн О’Коннор Нардо            |                                                          |
| 1979 | 36-я      | • Линда Келси — «Лу Грант» за роль Билли Ньюман                   |                                                          |
| 1979 | 36-я      | • Джулия Кавнер — «Рода» за роль Бренды Моргенстерн               |                                                          |
| 1979 | 36-я      | • Нэнси Уокер — «Рода» за роль Иды Моргенстерн                    |                                                          |
| 1979 | 36-я      | • Одра Линдли — «Трое — это компания» за роль Хелен Роупер        |                                                          |
| 1980 | 37-я      | • Полли Холлидей — «Элис» за роль Флоренс Джин Каслберри          |                                                          |
| 1980 | 37-я      | • Лони Андерсон — «Радио Цинциннати» за роль Дженнифер Марлоу     |                                                          |
| 1980 | 37-я      | • Бет Хоуланд — «Элис» за роль Веры Луизы Горман                  |                                                          |
| 1980 | 37-я      | • Мэрилу Хеннер — «Такси» за роль Элейн О’Коннор Нардо            |                                                          |
| 1980 | 37-я      | • Линда Келси — «Лу Грант» за роль Билли Ньюман                   |                                                          |

## 1981—1990
| Год  | Церемония | Фотографии лауреатов                                                                        | Лауреаты и номинанты                                                      | Лауреаты и номинанты                                                      |
| ---- | --------- | ------------------------------------------------------------------------------------------- | ------------------------------------------------------------------------- | ------------------------------------------------------------------------- |
| 1981 | 38-я      |                                                                                             | • Валери Бертинелли — «Однажды за один раз» за роль Барбары Купер         |                                                                           |
| 1981 | 38-я      | • Дайан Ладд — «Элис» за роль леди Бэлл Дюпре                                               |                                                                           |                                                                           |
| 1981 | 38-я      | • Бет Хоуланд — «Элис» за роль Веры Луизы Горман                                            |                                                                           |                                                                           |
| 1981 | 38-я      | • Мэрилу Хеннер — «Такси» за роль Элейн О’Коннор Нардо                                      |                                                                           |                                                                           |
| 1981 | 38-я      | • Линда Келси — «Лу Грант» за роль Билли Ньюман                                             |                                                                           |                                                                           |
| 1982 | 39-я      | • Валери Бертинелли — «Однажды за один раз» за роль Барбары Купер                           | • Валери Бертинелли — «Однажды за один раз» за роль Барбары Купер         |                                                                           |
| 1982 | 39-я      | • Бет Хоуланд — «Элис» за роль Веры Луизы Горман                                            |                                                                           |                                                                           |
| 1982 | 39-я      | • Мэрилу Хеннер — «Такси» за роль Элейн О’Коннор Нардо                                      |                                                                           |                                                                           |
| 1982 | 39-я      | • Лорен Тьюис — «Лодка любви» за роль Джули Маккой                                          |                                                                           |                                                                           |
| 1982 | 39-я      | • Даниэлль Брисбуа — «У Арчи Банкера» за роль Стефани Миллс                                 |                                                                           |                                                                           |
| 1983 | 40-я      |                                                                                             | • Шелли Лонг — «Весёлая компания» за роль Дайан Чемберс                   | • Шелли Лонг — «Весёлая компания» за роль Дайан Чемберс                   |
| 1983 | 40-я      | • Бет Хоуланд — «Элис» за роль Веры Луизы Горман                                            |                                                                           |                                                                           |
| 1983 | 40-я      | • Кэрол Кейн — «Такси» за роль Симки Даблитц-Гравас                                         |                                                                           |                                                                           |
| 1983 | 40-я      | • Мэрилу Хеннер — «Такси» за роль Элейн О’Коннор Нардо                                      |                                                                           |                                                                           |
| 1983 | 40-я      | • Валери Бертинелли — «Однажды за один раз» за роль Барбары Купер                           |                                                                           |                                                                           |
| 1983 | 40-я      | • Лоретта Свит — «МЭШ» за роль Маргарет Халиган                                             |                                                                           |                                                                           |
| 1984 | 41-я      |                                                                                             | • Барбара Стэнвик — «Поющие в терновнике» за роль Мэри Карсон             | • Барбара Стэнвик — «Поющие в терновнике» за роль Мэри Карсон             |
| 1984 | 41-я      | • Пайпер Лори — «Поющие в терновнике» за роль Анны Мюллер                                   |                                                                           |                                                                           |
| 1984 | 41-я      | • Джин Симмонс — «Поющие в терновнике» за роль Фионы Клири                                  |                                                                           |                                                                           |
| 1984 | 41-я      | • Виктория Теннант — «Ветры войны» за роль Памелы Тадсбери                                  |                                                                           |                                                                           |
| 1984 | 41-я      | • Полли Холлидей — «Любовный подарок: Рождественская история» за роль тёти Минервы          |                                                                           |                                                                           |
| 1984 | 41-я      | • Анджела Лэнсбери — «Любовный подарок: Рождественская история» за роль Аманды Фенвик       |                                                                           |                                                                           |
| 1985 | 42-я      |                                                                                             | • Фэй Данауэй — «Остров Эллис» за роль Мод Чартерис                       | • Фэй Данауэй — «Остров Эллис» за роль Мод Чартерис                       |
| 1985 | 42-я      | • Марла Гиббс — «Джефферсоны» за роль Флоренс Джонстон                                      |                                                                           |                                                                           |
| 1985 | 42-я      | • Селма Даймонд — «Ночной суд» за роль Селмы Хэкер                                          |                                                                           |                                                                           |
| 1985 | 42-я      | • Роксана Зэл — «Кое-что об Амелии» за роль Амелии Беннетт                                  |                                                                           |                                                                           |
| 1985 | 42-я      | • Реа Перлман — «Весёлая компания» за роль Карлы Тортелли                                   |                                                                           |                                                                           |
| 1985 | 42-я      | • Джина Лоллобриджида — «Фэлкон Крест» за роль Франчески Джоберти                           |                                                                           |                                                                           |
| 1986 | 43-я      |                                                                                             | • Сильвия Сидни — «Ранний мороз» за роль Беатрис МакКенна                 | • Сильвия Сидни — «Ранний мороз» за роль Беатрис МакКенна                 |
| 1986 | 43-я      | • Инга Свенсон — «Бенсон» за роль Гретхен Краус                                             |                                                                           |                                                                           |
| 1986 | 43-я      | • Кэтрин Хелмонд — «Кто здесь босс?» за роль Моны Робинсон                                  |                                                                           |                                                                           |
| 1986 | 43-я      | • Лесли-Энн Даун — «Север и Юг» за роль Мэдлин Фебрэ Ламотт                                 |                                                                           |                                                                           |
| 1986 | 43-я      | • Кейт Рид — «Смерть коммивояжёра» за роль Линды Ломан                                      |                                                                           |                                                                           |
| 1987 | 44-я      |                                                                                             | • Оливия де Хэвилленд — «Анастасия: Загадка Анны» за роль Марии Фёдоровны | • Оливия де Хэвилленд — «Анастасия: Загадка Анны» за роль Марии Фёдоровны |
| 1987 | 44-я      | • Пайпер Лори — «Обещание» за роль Энни Гилберт                                             |                                                                           |                                                                           |
| 1987 | 44-я      | • Жюстин Бейтман — «Семейные узы» за роль Мэллори Китон                                     |                                                                           |                                                                           |
| 1987 | 44-я      | • Реа Перлман — «Весёлая компания» за роль Карлы Тортелли                                   |                                                                           |                                                                           |
| 1987 | 44-я      | • Лилли Палмер — «Пётр Великий» за роль царицы Натальи Нарышкиной                           |                                                                           |                                                                           |
| 1987 | 44-я      | • Джеральдин Пейдж — «Нацистский охотник: История Бит Кларсфелд» за роль Итты Халаунбреннер |                                                                           |                                                                           |
| 1988 | 45-я      |                                                                                             | • Клодетт Кольбер — «Две миссис Гренвилл» за роль Элис Гренвилл           | • Клодетт Кольбер — «Две миссис Гренвилл» за роль Элис Гренвилл           |
| 1988 | 45-я      | • Кристин Лахти — «Америка» за роль Алтеи                                                   |                                                                           |                                                                           |
| 1988 | 45-я      | • Джулия Даффи — «Ньюхарт» за роль Стефани Вандеркеллен                                     |                                                                           |                                                                           |
| 1988 | 45-я      | • Реа Перлман — «Весёлая компания» за роль Карлы Тортелли                                   |                                                                           |                                                                           |
| 1988 | 45-я      | • Эллис Бисли — «Детективное агентство «Лунный свет»» за роль Агнес Дипесто                 |                                                                           |                                                                           |
| 1989 | 46-я      |                                                                                             | • Кэтрин Хелмонд — «Кто здесь босс?» за роль Моны Робинсон                | • Кэтрин Хелмонд — «Кто здесь босс?» за роль Моны Робинсон                |
| 1989 | 46-я      | • Джекки Гарри — «227» за роль Сандры Кларк                                                 |                                                                           |                                                                           |
| 1989 | 46-я      | • Свуси Кёрц — «Баджа Оклахома» за роль Дорис Стидман                                       |                                                                           |                                                                           |
| 1989 | 46-я      | • Реа Перлман — «Весёлая компания» за роль Карлы Тортелли                                   |                                                                           |                                                                           |
| 1989 | 46-я      | • Сьюзан Руттан — «Закон Лос-Анджелеса» за роль Роксанны Мелман                             |                                                                           |                                                                           |
| 1990 | 47-я      |                                                                                             | • Эми Мэдиган — «Роу против Уэйда» за роль Сары Уэддингтон                | • Эми Мэдиган — «Роу против Уэйда» за роль Сары Уэддингтон                |
| 1990 | 47-я      | • Джули Соммарс — «Мэтлок» за роль Джули Марч                                               |                                                                           |                                                                           |
| 1990 | 47-я      | • Реа Перлман — «Весёлая компания» за роль Карлы Тортелли                                   |                                                                           |                                                                           |
| 1990 | 47-я      | • Анжелика Хьюстон — «Одинокий голубь» за роль Клары Аллен                                  |                                                                           |                                                                           |
| 1990 | 47-я      | • Сьюзан Руттан — «Закон Лос-Анджелеса» за роль Роксанны Мелман                             |                                                                           |                                                                           |

## 1991—2000
| Год  | Церемония | Фотографии лауреатов                                                  | Лауреаты и номинанты                                                         | Лауреаты и номинанты                                                         |
| ---- | --------- | --------------------------------------------------------------------- | ---------------------------------------------------------------------------- | ---------------------------------------------------------------------------- |
| 1991 | 48-я      |                                                                       | • Пайпер Лори — «Твин Пикс» за роль Кэтрин Мартелл                           | • Пайпер Лори — «Твин Пикс» за роль Кэтрин Мартелл                           |
| 1991 | 48-я      | • Шерилин Фенн — «Твин Пикс» за роль Одри Хорн                        |                                                                              |                                                                              |
| 1991 | 48-я      | • Марг Хелгенбергер — «Чайна-бич» за роль Карен Шарлин Коловски       |                                                                              |                                                                              |
| 1991 | 48-я      | • Фэйт Форд — «Мерфи Браун» за роль Корки Шервуд                      |                                                                              |                                                                              |
| 1991 | 48-я      | • Парк Овералл — «Пустое гнездо» за роль Лаверн Тодд                  |                                                                              |                                                                              |
| 1992 | 49-я      |                                                                       | • Аманда Донохью — «Закон Лос-Анджелеса» за роль Сары Джин Лэм               | • Аманда Донохью — «Закон Лос-Анджелеса» за роль Сары Джин Лэм               |
| 1992 | 49-я      | • Джин Стэплтон — «Огонь во тьме» за роль Хенни                       |                                                                              |                                                                              |
| 1992 | 49-я      | • Сэмми Дэвис — «В тылу» за роль Кэролайн Хейли                       |                                                                              |                                                                              |
| 1992 | 49-я      | • Эстель Гетти — «Золотые девочки» за роль Софии Петрилло             |                                                                              |                                                                              |
| 1992 | 49-я      | • Парк Овералл — «Пустое гнездо» за роль Лаверн Тодд                  |                                                                              |                                                                              |
| 1992 | 49-я      | • Реа Перлман — «Весёлая компания» за роль Карлы Тортелли             |                                                                              |                                                                              |
| 1992 | 49-я      | • Фэйт Форд — «Мерфи Браун» за роль Корки Шервуд                      |                                                                              |                                                                              |
| 1993 | 50-я      |                                                                       | • Джоан Плаурайт — «Сталин» за роль Ольги Аллилуевой                         | • Джоан Плаурайт — «Сталин» за роль Ольги Аллилуевой                         |
| 1993 | 50-я      | • Лори Меткалф — «Розанна» за роль Джекки Коннер                      |                                                                              |                                                                              |
| 1993 | 50-я      | • Олимпия Дукакис — «Синатра» за роль Долли Синатра                   |                                                                              |                                                                              |
| 1993 | 50-я      | • Аманда Пламмер — «Мисс Роуз Уайт» за роль Люсии                     |                                                                              |                                                                              |
| 1993 | 50-я      | • Парк Овералл — «Пустое гнездо» за роль Лаверн Тодд                  |                                                                              |                                                                              |
| 1993 | 50-я      | • Джина Роулендс — «Без ума от любви» за роль Оноры Свифт             |                                                                              |                                                                              |
| 1994 | 51-я      |                                                                       | • Джулия Луи-Дрейфус — «Сайнфелд» за роль Элейн Бенес                        | • Джулия Луи-Дрейфус — «Сайнфелд» за роль Элейн Бенес                        |
| 1994 | 51-я      | • Энн-Маргрет — «Куин» за роль Салли Джексон                          |                                                                              |                                                                              |
| 1994 | 51-я      | • Синтия Гибб — «Цыганка» за роль Луиз                                |                                                                              |                                                                              |
| 1994 | 51-я      | • Сесилия Пек — «Портрет» за роль Маргарет Чёрч                       |                                                                              |                                                                              |
| 1994 | 51-я      | • Тереза Салдана — «Комиссар полиции» за роль Рэйчел Скали            |                                                                              |                                                                              |
| 1995 | 52-я      |                                                                       | • Миранда Ричардсон — «Фатерлянд» за роль Чарли Магуайр                      | • Миранда Ричардсон — «Фатерлянд» за роль Чарли Магуайр                      |
| 1995 | 52-я      | • Лори Меткалф — «Розанна» за роль Джекки Коннер                      |                                                                              |                                                                              |
| 1995 | 52-я      | • Лора Лейтон — «Мелроуз Плейс» за роль Сидни Эндрюс                  |                                                                              |                                                                              |
| 1995 | 52-я      | • Джулия Луи-Дрейфус — «Сайнфелд» за роль Элейн Бенес                 |                                                                              |                                                                              |
| 1995 | 52-я      | • Сония Брага — «Огненный сезон» за роль Реджины Де Картвальо         |                                                                              |                                                                              |
| 1995 | 52-я      | • Тайн Дейли — «Кристи» за роль Элис Хендерсон                        |                                                                              |                                                                              |
| 1995 | 52-я      | • Джейн Ливз — «Фрейзер» за роль Дафни Мун                            |                                                                              |                                                                              |
| 1995 | 52-я      | • Лиз Торрес — «Шоу Джона Ларрокетта» за роль Махалии Санчес          |                                                                              |                                                                              |
| 1995 | 52-я      | • Ли Тейлор-Янг — «Застава фехтовальщиков» за роль Рэйчел Харрис      |                                                                              |                                                                              |
| 1996 | 53-я      |                                                                       | • Ширли Найт — «Обвинительный акт: Суд над Макмартинами» за роль Пегги Бакки | • Ширли Найт — «Обвинительный акт: Суд над Макмартинами» за роль Пегги Бакки |
| 1996 | 53-я      | • Кристин Барански — «Сибилл» за роль Мэриэнн Торп                    |                                                                              |                                                                              |
| 1996 | 53-я      | • Лиза Кудроу — «Друзья» за роль Фиби Буффе                           |                                                                              |                                                                              |
| 1996 | 53-я      | • Джуди Дэвис — «Молчи и служи» за роль Дайэн                         |                                                                              |                                                                              |
| 1996 | 53-я      | • Джулианна Маргулис — «Скорая помощь» за роль Кэрол Хэттеуэй         |                                                                              |                                                                              |
| 1996 | 53-я      | • Мелани Гриффит — «Девушки с Дикого Запада» за роль Доры ДюФрэн      |                                                                              |                                                                              |
| 1997 | 54-я      |                                                                       | • Кэти Бэйтс — «Полночная смена» за роль Хелен Кушник                        | • Кэти Бэйтс — «Полночная смена» за роль Хелен Кушник                        |
| 1997 | 54-я      | • Кристин Барански — «Сибилл» за роль Мэриэнн Торп                    |                                                                              |                                                                              |
| 1997 | 54-я      | • Шер — «Если бы стены могли говорить» за роль доктора Бет Томпсон    |                                                                              |                                                                              |
| 1997 | 54-я      | • Кристен Джонстон — «Третья планета от Солнца» за роль Салли Соломон |                                                                              |                                                                              |
| 1997 | 54-я      | • Грета Скакки — «Распутин» за роль императрицы Александры Фёдоровны  |                                                                              |                                                                              |
| 1998 | 55-я      |                                                                       | • Анджелина Джоли — «Джордж Уоллес» за роль Корнелии Уоллес                  | • Анджелина Джоли — «Джордж Уоллес» за роль Корнелии Уоллес                  |
| 1998 | 55-я      | • Джоэли Фишер — «Эллен» за роль Пэйдж Кларк                          |                                                                              |                                                                              |
| 1998 | 55-я      | • Делла Риз — «Прикосновение ангела» за роль Тесс                     |                                                                              |                                                                              |
| 1998 | 55-я      | • Глория Рубен — «Скорая помощь» за роль Джинни Булле                 |                                                                              |                                                                              |
| 1998 | 55-я      | • Мэр Уиннингэм — «Джордж Уоллес» за роль Лурлин Уоллес               |                                                                              |                                                                              |
| 1999 | 56-я      |                                                                       | • Фэй Данауэй — «Джиа» за роль Вильгельмины Купер                            |                                                                              |
| 1999 | 56-я      | • Кэмрин Менхайм — «Практика» за роль Элленор Фрутт                   |                                                                              |                                                                              |
| 1999 | 56-я      | • Джейн Краковски — «Элли Макбил» за роль Илэйн Вассал                |                                                                              |                                                                              |
| 1999 | 56-я      | • Сьюзан Салливан — «Дарма и Грег» за роль Кэтрин «Китти» Монтгомери  |                                                                              |                                                                              |
| 1999 | 56-я      | • Уэнди Мэлик — «Журнал мод» за роль Нины Ван Хорн                    |                                                                              |                                                                              |
| 1999 | 56-я      | • Хелена Бонэм Картер — «Великий Мерлин» за роль феи Морганы          |                                                                              |                                                                              |
| 2000 | 57-я      |                                                                       | • Нэнси Маршан — «Клан Сопрано» за роль Ливии Сопрано                        | • Нэнси Маршан — «Клан Сопрано» за роль Ливии Сопрано                        |
| 2000 | 57-я      | • Кэти Бэйтс — «Энни» за роль мисс Агаты Ханниган                     |                                                                              |                                                                              |
| 2000 | 57-я      | • Мелани Гриффит — «Проект 281» за роль Мэрион Дэвис                  |                                                                              |                                                                              |
| 2000 | 57-я      | • Жаклин Биссет — «Жанна д’Арк» за роль Изабеллы д’Арк                |                                                                              |                                                                              |
| 2000 | 57-я      | • Миранда Ричардсон — «Неопровержимые улики» за роль Дины             |                                                                              |                                                                              |
| 2000 | 57-я      | • Ким Кэттролл — «Секс в большом городе» за роль Саманты Джонс        |                                                                              |                                                                              |
| 2000 | 57-я      | • Синтия Никсон — «Секс в большом городе» за роль Миранды Хоббс       |                                                                              |                                                                              |

## 2001—2010
| Год  | Церемония | Фотографии лауреатов                                                     | Лауреаты и номинанты                                                       |
| ---- | --------- | ------------------------------------------------------------------------ | -------------------------------------------------------------------------- |
| 2001 | 58-я      |                                                                          | • Ванесса Редгрейв — «Если бы стены могли говорить 2» за роль Эдит Три     |
| 2001 | 58-я      | • Меган Маллалли — «Уилл и Грейс» за роль Карен Уокер                    |                                                                            |
| 2001 | 58-я      | • Эллисон Дженни — «Западное крыло» за роль Си Джей Крегг                |                                                                            |
| 2001 | 58-я      | • Фэй Данауэй — «Кандидат и его женщины» за роль Мег Гейбл               |                                                                            |
| 2001 | 58-я      | • Ким Кэттролл — «Секс в большом городе» за роль Саманты Джонс           |                                                                            |
| 2001 | 58-я      | • Синтия Никсон — «Секс в большом городе» за роль Миранды Хоббс          |                                                                            |
| 2002 | 59-я      |                                                                          | • Рэйчел Гриффитс — «Клиент всегда мёртв» за роль Бренды Ченовит           |
| 2002 | 59-я      | • Меган Маллалли — «Уилл и Грейс» за роль Карен Уокер                    |                                                                            |
| 2002 | 59-я      | • Дженнифер Энистон — «Друзья» за роль Рэйчел Грин                       |                                                                            |
| 2002 | 59-я      | • Эллисон Дженни — «Западное крыло» за роль Си Джей Крегг                |                                                                            |
| 2002 | 59-я      | • Тэмми Бланчард — «Жизнь с Джуди Гарленд» за роль молодой Джуди Гарленд |                                                                            |
| 2003 | 60-я      |                                                                          | • Ким Кэттролл — «Секс в большом городе» за роль Саманты Джонс             |
| 2003 | 60-я      | • Меган Маллалли — «Уилл и Грейс» за роль Карен Уокер                    |                                                                            |
| 2003 | 60-я      | • Паркер Поузи — «Битва Мэри Кэй» за роль Джинджер Хит                   |                                                                            |
| 2003 | 60-я      | • Синтия Никсон — «Секс в большом городе» за роль Миранды Хоббс          |                                                                            |
| 2003 | 60-я      | • Джина Роулендс — «Истерическая слепота» за роль Вирджинии Миллер       |                                                                            |
| 2004 | 61-я      |                                                                          | • Мэри-Луиз Паркер — «Ангелы в Америке» за роль Харпер Питт                |
| 2004 | 61-я      | • Меган Маллалли — «Уилл и Грейс» за роль Карен Уокер                    |                                                                            |
| 2004 | 61-я      | • Ким Кэттролл — «Секс в большом городе» за роль Саманты Джонс           |                                                                            |
| 2004 | 61-я      | • Кристин Дэвис — «Секс в большом городе» за роль Шарлотт Йорк           |                                                                            |
| 2004 | 61-я      | • Синтия Никсон — «Секс в большом городе» за роль Миранды Хоббс          |                                                                            |
| 2005 | 62-я      |                                                                          | • Анжелика Хьюстон — «Ангелы с железными зубами» за роль Кэрри Чэпмен Кэтт |
| 2005 | 62-я      | • Дреа де Маттео — «Клан Сопрано» за роль Адрианы Ла Серва               |                                                                            |
| 2005 | 62-я      | • Николлетт Шеридан — «Отчаянные домохозяйки» за роль Иди Бритт          |                                                                            |
| 2005 | 62-я      | • Шарлиз Терон — «Жизнь и смерть Питера Селлерса» за роль Бритт Экланд   |                                                                            |
| 2005 | 62-я      | • Эмили Уотсон — «Жизнь и смерть Питера Селлерса» за роль Энн Селлерс    |                                                                            |
| 2006 | 63-я      |                                                                          | • Сандра О — «Анатомия страсти» за роль Кристины Янг                       |
| 2006 | 63-я      | • Кэмрин Менхайм — «Элвис. Ранние годы» за роль Глэдис Пресли            |                                                                            |
| 2006 | 63-я      | • Кэндис Берген — «Юристы Бостона» за роль Ширли Шмидт                   |                                                                            |
| 2006 | 63-я      | • Элизабет Перкинс — «Дурман» за роль Силии Хоудс                        |                                                                            |
| 2006 | 63-я      | • Джоан Вудворд — «Падение империи» за роль Франсин Уитинг               |                                                                            |
| 2007 | 64-я      |                                                                          | • Эмили Блант — «Дочь Гидеона» за роль Наташи Уорнер                       |
| 2007 | 64-я      | • Тони Коллетт — «Цунами» за роль Кэти Грэм                              |                                                                            |
| 2007 | 64-я      | • Элизабет Перкинс — «Дурман» за роль Силии Хоудс                        |                                                                            |
| 2007 | 64-я      | • Кэтрин Хайгл — «Анатомия страсти» за роль Айсобел «Иззи» Стивенс       |                                                                            |
| 2007 | 64-я      | • Сара Полсон — «Студия 60 на Сансет-Стрип» за роль Харриэт Хэйс         |                                                                            |
| 2008 | 65-я      |                                                                          | • Саманта Мортон — «Лонгфорд» за роль Майры Хиндли                         |
| 2008 | 65-я      | • Роуз Бирн — «Схватка» за роль Эллен Парсонс                            |                                                                            |
| 2008 | 65-я      | • Рэйчел Гриффитс — «Братья и сёстры» за роль Сары Уэдон                 |                                                                            |
| 2008 | 65-я      | • Кэтрин Хайгл — «Анатомия страсти» за роль Айсобел «Иззи» Стивенс       |                                                                            |
| 2008 | 65-я      | • Джейми Прессли — «Меня зовут Эрл» за роль Джой Фарры Тёрнер            |                                                                            |
| 2008 | 65-я      | • Анна Пэкуин — «Схороните моё сердце в Вундед-Ни» за роль Илейн Гудейл  |                                                                            |
| 2009 | 66-я      |                                                                          | • Лора Дерн — «Пересчёт» за роль Кэтрин Харрис                             |
| 2009 | 66-я      | • Дайан Уист — «Лечение» за роль Джины                                   |                                                                            |
| 2009 | 66-я      | • Мелисса Джордж — «Лечение» за роль Лоры                                |                                                                            |
| 2009 | 66-я      | • Эйлин Аткинс — «Крэнфорд» за роль Деборы Дженкинс                      |                                                                            |
| 2009 | 66-я      | • Рэйчел Гриффитс — «Братья и сёстры» за роль Сары Уэдон                 |                                                                            |
| 2010 | 67-я      |                                                                          | • Хлоя Севиньи — «Большая любовь» за роль Никки Грант                      |
| 2010 | 67-я      | • Джейн Адамс — «Жеребец» за роль Тани Скейгл                            |                                                                            |
| 2010 | 67-я      | • Роуз Бирн — «Схватка» за роль Эллен Парсонс                            |                                                                            |
| 2010 | 67-я      | • Джейн Линч — «Хор» за роль Сью Сильвестр                               |                                                                            |
| 2010 | 67-я      | • Джанет Мактир — «Навстречу шторму» за роль Клементины Черчилль         |                                                                            |

## 2011—2020
| Год  | Церемония | Фотографии лауреатов                                                                                     | Лауреаты и номинанты                                                             |
| ---- | --------- | --- | -------------------------------------------------------------------------------- |
| 2011 | 68-я      | | • Джейн Линч — «Хор» за роль Сью Сильвестр                                       |
| 2011 | 68-я      | • София Вергара — «Американская семейка» за роль Глории Дельгадо Притчетт                                |                                                                                  |
| 2011 | 68-я      | • Хоуп Дэвис — «Особые отношения» за роль Хиллари Клинтон                                                |                                                                                  |
| 2011 | 68-я      | • Келли Макдональд — «Подпольная империя» за роль Маргарет Шрёдер                                        |                                                                                  |
| 2011 | 68-я      | • Джулия Стайлз — «Декстер» за роль Люмен Пирс                                                           |                                                                                  |
| 2012 | 69-я      | | • Джессика Лэнг — «Американская история ужасов» за роль Констанс Лэнгдон         |
| 2012 | 69-я      | • София Вергара — «Американская семейка» за роль Глории Дельгадо Притчетт                                |                                                                                  |
| 2012 | 69-я      | • Эван Рэйчел Вуд — «Милдред Пирс» за роль Веды Пирс                                                     |                                                                                  |
| 2012 | 69-я      | • Келли Макдональд — «Подпольная империя» за роль Маргарет Шрёдер                                        |                                                                                  |
| 2012 | 69-я      | • Мэгги Смит — «Аббатство Даунтон» за роль Вайолет, вдовствующей графини Грэнтэм                         |                                                                                  |
| 2013 | 70-я      | | • Мэгги Смит — «Аббатство Даунтон» за роль Вайолет, вдовствующей графини Грэнтэм |
| 2013 | 70-я      | • София Вергара — «Американская семейка» за роль Глории Дельгадо Притчетт                                |                                                                                  |
| 2013 | 70-я      | • Хейден Панеттьер — «Нэшвилл» за роль Джульетты Барнс                                                   |                                                                                  |
| 2013 | 70-я      | • Арчи Панджаби — «Хорошая жена» за роль Калинды Шармы                                                   |                                                                                  |
| 2013 | 70-я      | • Сара Полсон — «Игра изменилась» за роль Николь Уоллес                                                  |                                                                                  |
| 2014 | 71-я      | | • Жаклин Биссет — «Танцы на грани» за роль леди Лавинии Кремон                   |
| 2014 | 71-я      | • София Вергара — «Американская семейка» за роль Глории Дельгадо-Притчетт                                |                                                                                  |
| 2014 | 71-я      | • Джанет Мактир — «Белая королева» за роль Жакетты Вудвилл                                               |                                                                                  |
| 2014 | 71-я      | • Хейден Панеттьер — «Нэшвилл» за роль Джульетты Барнс                                                   |                                                                                  |
| 2014 | 71-я      | • Моника Поттер — «Родители» за роль Кристины Брэйверман                                                 |                                                                                  |
| 2015 | 72-я      | | • Джоан Фроггатт — «Аббатство Даунтон» за роль Анны Бэйтс (Смит)                 |
| 2015 | 72-я      | • Узо Адуба — «Оранжевый — хит сезона» за роль Сьюзанн «Безумные глазки» Уоррен                          |                                                                                  |
| 2015 | 72-я      | • Кэти Бэйтс — «Американская история ужасов: Фрик-шоу» за роль Этель Дарлинг                             |                                                                                  |
| 2015 | 72-я      | • Эллисон Дженни — «Мамочка» за роль Бонни Планкетт                                                      |                                                                                  |
| 2015 | 72-я      | • Мишель Монаган — «Настоящий детектив» за роль Мэгги Харт                                               |                                                                                  |
| 2016 | 73-я      | | • Мора Тирни — «Любовники» за роль Хелен Соллоуэй                                |
| 2016 | 73-я      | • Узо Адуба — «Оранжевый — хит сезона» за роль Сьюзанн «Безумные глазки» Уоррен                          |                                                                                  |
| 2016 | 73-я      | • Реджина Кинг — «Американское преступление» за роль Алии Шейдид                                         |                                                                                  |
| 2016 | 73-я      | • Джудит Лайт — «Очевидное» за роль Шелли Пфефферман                                                     |                                                                                  |
| 2016 | 73-я      | • Джоан Фроггатт — «Аббатство Даунтон» за роль Анны Бэйтс (Смит)                                         |                                                                                  |
| 2017 | 74-я      | | • Оливия Колман — «Ночной администратор» за роль Анджелы Бёрр                    |
| 2017 | 74-я      | • Крисси Метц — «Это мы» за роль Кейт Пирсон                                                             |                                                                                  |
| 2017 | 74-я      | • Мэнди Мур — «Это мы» за роль Ребекки Пирсон                                                            |                                                                                  |
| 2017 | 74-я      | • Тэндиве Ньютон — «Мир Дикого запада» за роль Мейв Миллей                                               |                                                                                  |
| 2017 | 74-я      | • Лина Хиди — «Игра престолов» за роль Серсеи Ланнистер                                                  |                                                                                  |
| 2018 | 75-я      | | • Лора Дерн — «Большая маленькая ложь» за роль Ренаты Клейн                      |
| 2018 | 75-я      | • Шейлин Вудли — «Большая маленькая ложь» за роль Джейн Чапмен                                           |                                                                                  |
| 2018 | 75-я      | • Энн Дауд — «Рассказ служанки» за роль тётушки Лидии                                                    |                                                                                  |
| 2018 | 75-я      | • Крисси Метц — «Это мы» за роль Кейт Пирсон                                                             |                                                                                  |
| 2018 | 75-я      | • Мишель Пфайффер — «Лжец, Великий и Ужасный» за роль Рут Мейдофф                                        |                                                                                  |
| 2019 | 76-я      | | • Патриша Кларксон — «Острые предметы» за роль Адоры Креллин                     |
| 2019 | 76-я      | • Алекс Борштейн — «Удивительная миссис Мейзел» за роль Сьюзи Майерсон                                   |                                                                                  |
| 2019 | 76-я      | • Пенелопа Крус — «Убийство Джанни Версаче: Американская история преступлений» за роль Донателлы Версаче |                                                                                  |
| 2019 | 76-я      | • Тэндиве Ньютон — «Мир Дикого запада» за роль Мейв Милли                                                |                                                                                  |
| 2019 | 76-я      | • Ивонн Страховски — «Рассказ служанки» за роль Серены Джой Уотерфорд                                    |                                                                                  |
| 2020 | 77-я      | | • Патрисия Аркетт — «Притворство» за роль Ди Ди Бланшар                          |
| 2020 | 77-я      | • Хелена Бонем Картер — «Корона» за роль принцессы Маргарет                                              |                                                                                  |
| 2020 | 77-я      | • Тони Коллетт — «Невероятное» за роль детектива Грейс Расмуссен                                         |                                                                                  |
| 2020 | 77-я      | • Мерил Стрип — «Большая маленькая ложь» за роль Мэри Луиз Райт                                          |                                                                                  |
| 2020 | 77-я      | • Эмили Уотсон — «Чернобыль» за роль Ульяны Хомюк                                                        |                                                                                  |

## 2021—2025
| Год  | Церемония | Фотографии лауреатов                                                  | Лауреаты и номинанты                                                  |
| ---- | --------- | --------------------------------------------------------------------- | --------------------------------------------------------------------- |
| 2021 | 78-я      |                                                                       | • Джиллиан Андерсон — «Корона» за роль Маргарет Тэтчер                |
| 2021 | 78-я      | • Хелена Бонэм Картер — «Корона» за роль принцессы Маргарет           |                                                                       |
| 2021 | 78-я      | • Джулия Гарнер — «Озарк» за роль Рут Лэнгмор                         |                                                                       |
| 2021 | 78-я      | • Энни Мёрфи — «Шиттс Крик» за роль Алексис Роуз                      |                                                                       |
| 2021 | 78-я      | • Синтия Никсон — «Рэтчед» за роль Гвендолин Бриггс                   |                                                                       |
| 2022 | 79-я      |                                                                       | • Сара Снук — «Наследники» за роль Шивон «Шив» Рой                    |
| 2022 | 79-я      | • Кейтлин Дивер — «Ломка» за роль Бетси Маллум                        |                                                                       |
| 2022 | 79-я      | • Дженнифер Кулидж — «Белый лотос» за роль Тани Макуэйд               |                                                                       |
| 2022 | 79-я      | • Энди Макдауэлл — «Уборщица. История матери-одиночки» за роль Полы   |                                                                       |
| 2022 | 79-я      | • Ханна Уэддингем — «Тед Лассо» за роль Ребекки Уэлтон                |                                                                       |
| 2023 | 80-я      | Лучшая актриса второго плана в телесериале (комедия/мюзикл или драма) | Лучшая актриса второго плана в телесериале (комедия/мюзикл или драма) |
| 2023 | 80-я      | • Джулия Гарнер — «Озарк» за роль Рут Лэнгмор                         |                                                                       |
| 2023 | 80-я      | • Ханна Айнбайндер — «Хитрости» за роль Авы Дэниелс                   |                                                                       |
| 2023 | 80-я      | • Элизабет Дебики — «Корона» за роль Дианы, принцессы Уэльской        |                                                                       |
| 2023 | 80-я      | • Джанелл Джеймс — «Начальная школа Эбботт» за роль Авы Коулман       |                                                                       |
| 2023 | 80-я      | • Шерил Ли Ральф — «Начальная школа Эбботт» за роль Барбары Ховард    |                                                                       |
| 2023 | 80-я      | Лучшая актриса второго плана в мини-сериале или телефильме            |                                                                       |
| 2023 | 80-я      | • Дженнифер Кулидж — «Белый лотос» за роль Тани Макуэйд               |                                                                       |
| 2023 | 80-я      | • Клэр Дэйнс — «Флейшман в беде» за роль Рэйчел Флейшман              |                                                                       |
| 2023 | 80-я      | • Ниси Нэш — «Монстр: История Джеффри Дамера» за роль Гленды Кливленд |                                                                       |
| 2023 | 80-я      | • Обри Плаза — «Белый лотос» за роль Харпер Спиллер                   |                                                                       |
| 2023 | 80-я      | • Дейзи Эдгар-Джонс — «Под знаменем небес» за роль Бренды Лафферти    |                                                                       |
| 2024 | 81-я      |                                                                       | • Элизабет Дебики — «Корона» за роль Дианы, принцессы Уэльской        |
| 2024 | 81-я      | • Кристина Риччи — «Шершни» за роль Мисти Куигли                      |                                                                       |
| 2024 | 81-я      | • Джей Смит-Кэмерон — «Наследники» за роль Джерри Киллман             |                                                                       |
| 2024 | 81-я      | • Мерил Стрип — «Убийства в одном здании» за роль Лоретты Дёркин      |                                                                       |
| 2024 | 81-я      | • Ханна Уэддингем — «Тед Лассо» за роль Ребекки Уэлтон                |                                                                       |
| 2024 | 81-я      | • Эбби Эллиотт — «Медведь» за роль Натали Берзатто                    |                                                                       |
| 2025 | 82-я      |                                                                       | • Джессика Ганнинг — «Оленёнок» за роль Марты Скотт                   |
| 2025 | 82-я      | • Ханна Айнбайндер — «Хитрости» за роль Авы Дэниелс                   |                                                                       |
| 2025 | 82-я      | • Эллисон Дженни — «Дипломатка» за роль Грейс Пенн                    |                                                                       |
| 2025 | 82-я      | • Лиза Колон-Зайас — «Медведь» за роль Тины Марреро                   |                                                                       |
| 2025 | 82-я      | • Кали Рейс — «Настоящий детектив» за роль Эванджелин Наварро         |                                                                       |
| 2025 | 82-я      | • Дакота Фэннинг — «Рипли» за роль Мардж Шервуд                       |                                                                       |